# 李材
李材（1529年—1607年），字孟誠，號見羅，江西承宣布政使司南昌府豐城縣（今江西省豐城縣）人，明朝政治人物、學者。嘉靖戊戌進士，累官雲南布政使，升鄖陽撫治。因被彈劾冒功，遣戍福建镇海卫。

## 生平

### 嘉靖年间
嘉靖三十一年（1552年）江西乡试第九名举人，嘉靖四十一年（1562年），登壬戌科会试第六十一名，廷试二甲第十一名進士，授刑部主事。早年跟隨邹守益讲学，自認學業沒有完成，請求歸鄉，繼續向唐枢、王畿、钱德洪求學。
隆慶年間，歷兵部员外郎、郎中。隆庆五年（1571年），出为广东按察司佥事。當時罗旁盗贼猖獗，李材大破其据点周高山，设兵防守。叛軍有三个据点在新会境内，他调遣副总兵梁守遇從恩平、游击王瑞由德庆进入，自己率兵從肇庆進攻，半夜杀贼五百人，烧毁庐舍千余，并使得空出的土地雇人开垦。不久，五千倭寇攻陷电白，大肆抢掠而去。李材率军追赶，在海口设下埋伏，等到倭寇逃跑时一举歼灭，夺回妇女三千多人。正好有漢奸引導倭寇从黄山小道向东溃逃。李材大张声势，扬言大军几路将至，使倭寇擔心；却返回故道迎击，将倭寇全部歼灭，又追赶袭击雷州的倭寇，倭寇都紛紛逃跑。事情平定后，晋升为廣東副使。

### 万历年间
萬曆初年，张居正执掌朝廷，李材不得其賞識。万历三年（1575年），遂告病还乡。張居正去世后，李材因才干调任辽东开原道。同年，调任云南洱海做参政。万历十三年，升为雲南按察使，在金胜备兵。金胜地接缅甸，其中孟养、蛮莫两土司居在其中的交接地带，时而降服，时而反叛。缅甸部落大曩长散夺率数千人，占据其地。李材认为不收复两土司，就无法制服缅甸，于是派人招抚两土司归附。随后发兵讨伐抗命的阿坡。没有多久，缅甸遣兵争夺蛮莫，李材集合两土司兵力击败缅甸人，斩杀大曩长。缅甸将领莽应裹增派兵力到孟养，李材再一次击沉他们的船只，缅甸军于是撤退。当时有一个叫猛密的部落，位于在缅甸境内，数次被缅甸人侵扰，于是举族内迁，明朝官员让他们居住在户碗。到这时，缅甸势力稍为屈服，李材给予猛密一定资金让他们回到故土。没有多久，缅甸人驱赶象阵再次大举入侵，两土司告急。李材派遣游击刘天俸率把总寇崇德等出威缅，渡过金沙江，与孟养兵汇合遮浪共同迎战缅人。缅甸大败，三个将领均被活捉。巡抚刘世曾、总兵官沐昌祚向朝廷奏报大捷，万历帝下诏复核功劳。还未上报，李材就被提升为右佥都御史，抚治郧阳。
李材喜爱讲学，派遣部下供学生役使，部下多有怨言。李材又依照学生请求，将参将公署改为学宫。万历十五年（1587年），参将米万春暗令部下梅林等大声喧哗，骑马入城，纵容囚犯毁掉学生屋室，直接跑到军门，要挟赏银四千。过了两天，米万春威胁李材更改军中不便十二事，命令他上疏将罪行归于副使丁惟宁、知府沈鈇等，李材隐忍听从。丁惟宁责骂数落米万春，米万春想杀丁惟宁，后者恐惧逃走。李材于是再一次弹劾丁惟宁激起事变。万历帝下诏问沈鈇等人的罪，将丁惟宁降职三等，李材回到原籍等候调查。
御史楊紹程调查认为米万春是罪魁祸首，应该治罪。大学士申時行暗中庇护米万春，以致朝廷没有问罪，调任到天津。而李材又因云南事情遭到攻击，被加重谪贬。最初，万历帝勘验征讨缅甸的功绩，巡按御史蘇酇称斩首没有超过一千，攻破城池，开拓疆土都没有证实，猛密此地还被缅甸占据，李材、刘天俸等夸大功绩，副使陈严之和他相附和，应该一同治罪。万历帝大怒，剥夺刘世曾官职，停发沐昌祚俸禄一年，李材、陈严之、刘天俸都逮捕下狱。刑部尚书李世达、左都御史吴时来、大理少卿李栋等人称，李材、刘天俸当罚流放，陈严之当降级。万历帝不高兴，强行停发所有郎中、御史、寺正诸臣的俸禄，典诏狱李登云等也被解去官职。三司领导迫于压力，把“降级”改为“戍边”。万历帝不肯，特下旨援引“紅牌說謊”案例（欺君者诛），定罪李材、刘天俸斩首，陈严之除掉官籍。大学士申时行等数次为他们说情，给事中唐尧钦等称：“李材以夷攻夷，功绩不可埋没。奏报偶尔有虚夸，就定为死罪，假使全是假的没有属实，掩饰罪过，夸为功绩，又定什么罪呢？假设不幸丢失城池，全军没有返回，又定什么罪呢？”万历帝均不听。李材等人被关押五年，救援的奏疏有五十多封。不久，刘天俸因为善于使用火器，皇上下令令他立功赎罪，申时行等再次为李材申辩，万历帝仍置之不理。
不久，孟养使者进贡，称起缅甸人侵略，明朝救援，击破敌人的情状。听说带兵的大臣仍在狱中，使者都痛哭流涕，楚雄的士民阎世祥等，也相继到官府为李材等伸冤。万历帝方才稍变态度，命令再做调查。结果上报称，李材的罪过不应掩埋功绩。大学士王锡爵等又上疏替他讲话。皇上故意推迟放人，到万历二十一年（1593年）四月，才命他戍守镇海卫。
李材所到的地方，都举办讲座讲学，学者们称他为见罗先生。他在狱中时，向他求学的人仍然络绎不绝。到了戍所，学生的数量更多。许孚远正值福建巡抚，每日与他交往，李材因此忘了羁旅之苦。很久之后，他遇赦还乡，卒年七十九岁。

## 著作
有《將將紀》24卷，《觀我堂摘稾》12卷，《觀我堂摘稿》12卷，《李材見羅全書》20卷。

## 家族
曾祖李與鎬。祖父李萬平，封刑部郎中。父李遂，南京兵部尚書。母賴氏，封宜人；継母晏氏，封恭人。具庆下。兄李檟（监生）、李格（指挥佥事）、李杭、李惪（监生）、李橡（同科进士）、李栻（贡士）。弟李楠（监生）、李慈、李枢（恩生）、李榛。

## 延伸阅读
[在维基数据编辑]
 《明史卷二百二十七》，出自《明史》
 在维基共享资源阅览影像